# Паликур (народность)
Паликур, фр. Palikur — коренной народ, проживающий в прибрежных районах бразильского штата Амапа и во Французской Гвиане, в основном сосредоточен в юго-восточном пограничном районе, на северном берегу реки Ояпок. Народ паликур социально организован в племена. По оценкам этнографов, в 2015 году общая численность паликур составляла 2300 человек, из которых 1400 проживали в Бразилии и 900 во Французской Гвиане.
Племена паликур также известны как парикуриа (Paricuria), парикорес (Paricores), палинкур (Palincur), парикурене (Parikurene), паринкур-иене (Parinkur-Iéne), паиквене (Païkwené), арикур (Aricours), аукуйене (Aukuyene), карипуна-паликур (Karipúna-Palikúr), палиджур (Palijur), парикура (Paricura), парикури (Paricuri).

## История
Расположение селений паликур вблизи устья Амазонки сделало их одним из первых амазонских племён, с которыми когда-либо столкнулись европейцы. Еще в 1507 году их самоназвание было записано испанским исследователем Висенте Яньесом Пинсоном. К середине XVII века насчитывалось около 1200 членов племени, из которых около трети проживали между реками Кассипоре и Марони. Они вели вековую войну с племенем калина и активно сопротивлялись миссионерской деятельности. Паликур также были втянуты в затяжное колониальное соперничество между Португалией и Францией за контроль над регионом, простирающимся к югу от Иль-де-Кайенн (Французская Гвиана) до территории, которая сегодня занимает бразильский штат Амапа. Португальская экспедиция конца XVIII века сожгла все индейские деревни на территории, находившейся тогда под французским влиянием, и изгнала паликур, ставших союзниками французов, во внутренние районы Бразилии. Как итог, паликур оставались изолированным сообществом большую часть следующего столетия. После того, как Амапа была окончательно передана Бразилии в 1900 году, от 200 до 300 паликур решили переехать из Бразилии во Французскую Гвиану, с населением которой у них были долговременные и прочные связи.
Предубеждение против коренных народов Бразилии было сильным среди некоренных жителей. В 1942 году бразильский Национальный фонд индейцев (FUNAI) создал в этом районе Службу национализации с целью интеграции коренных жителей, но без особого успеха. Например, старейшины паликур отказывали своему народу в обучении, потому что воспринимали его как форму рабства. В начале 1960-х годов общинный раскол после войны шаманов заставил часть бразильской общины паликур переехать во Французскую Гвиану. Последовательные волны мигрантов продолжали пополнять общину франко-гвианских паликур. Только в конце 1960-х годов, с созданием FUNAI и началом обращения в пятидесятничество, паликур стали более отзывчивыми к бразильскому правительству.

## Поселения
Район вокруг реки Урукауа является их исконной территорией. В период с 1982 по 1991 год FUNAI выделил для проживания паликур территорию площадью 5181 км² в районе рек Паликур, Уаса Галиби и Карипи.
Главное поселение паликур — Кумене. Другими поселениями в Бразилии являются Куахи, Ивавка, Флеча, Манге 1, Манге 2, Тавари, Амомни, Квиквит, Пвайтекет, Камуйва и Урубу.
Паликур во Французской Гвиане в основном живут на реке Ояпок в деревне Труа-Палетювье и городе Сен-Жорж. Часть населения перебралась в Регину, Руру, Ламиранде возле Балаты и в район Иле-Малуэн в Кайенне.

## Язык
Паликур — одноимённый термин для языка паликур, относящегося к семье аравакских языков. Французско-гвианский креольский язык используется в качестве общего языка между племенами и местным населением. Распространено знание французского и португальского языков. Паликур считается находящимся под угрозой исчезновения во Французской Гвиане и уязвимым в Бразилии.

## Экономика
Паликур живут в основном за счёт рыбной ловли с помощью лука и стрел, а также охоты и садоводства. Маниока, жареная или используемая для приготовления лепёшек и пива, является основным культурным растением. Также выращиваются батат, сахарный тростник, перец, тыквы, хлопок и папайя — культуры, которые паликур переняли у европейцев, наряду с манго, кофе и цитрусовыми деревьями. Торговые отношения паликур с европейцами возникли в начале XVIII века; речные и лесные продукты обменивались на инструменты, гарпуны, одежду и стеклянные бусы. До конца XIX века основным товарным излишком была обжаренная маниоковая мука. В 1940-х и 1950-х годах велась интенсивная торговля шкурами аллигаторов, пока популяция аллигаторов не истощилась. Паликур производят предметы из дерева, кости, перьев и семян хлопка. Они также известны в регионе своими корзинами. В настоящее время ими широко используются ружья для охоты, а также гарпуны и хлопковые лески. В частности, во Французской Гвиане все большее число паликур занимаются рыночной торговлей.